# Nepeta parnassica
Nepeta parnassica là một loài thực vật có hoa trong họ Hoa môi. Loài này được Heldr. & Sart. mô tả khoa học đầu tiên năm 1859.